# Кето Лосаберідзе
Кетеван Лосаберідзе  (груз. ქეთევან ლოსაბერიძე, 1 серпня 1949 — 23 січня 2022) — грузинська радянська лучниця, олімпійська чемпіонка.

## Нагороди
- Президентський орден Сяйво (Грузія)

## Виступи на Олімпіадах
| Олімпіада   | Дисципліна | Місце |
| ----------- | ---------- | ----- |
| Мюнхен 1972 | особисті   | 4     |
| Москва 1980 | особисті   | 1     |